# Horsik
Horsik is een bestuurslaag in het regentschap Toba Samosir van de provincie Noord-Sumatra, Indonesië. Horsik telt 277 inwoners (volkstelling 2010).